# Telostylinus bilineatus
Telostylinus bilineatus är en tvåvingeart som först beskrevs av de Meijere 1911.  Telostylinus bilineatus ingår i släktet Telostylinus och familjen Neriidae. Inga underarter finns listade i Catalogue of Life.